# Icrucumab
L'icrucumab (IMC-18F1 secondo la Denominazione Comune Internazionale) è un anticorpo monoclonale progettato per il trattamento delle neoplasie solide. È in grado di legarsi al recettore 1 del fattore di crescita dell'endotelio vascolare, inibendo l'angiogenesi tumorale.
Sviluppato dalla casa farmaceutica ImClone Systems, è stato impiegato in alcuni studi clinici in ambito oncologico.